# Eissporthalle Pjöngjang
Die Eissporthalle Pjöngjang ist eine Eissporthalle in der nordkoreanischen Hauptstadt Pjöngjang. Sie wurde von Juni 1980 bis Dezember 1981 an der Chollima-Straße errichtet und im April 1982 offiziell eröffnet.

## Architektur
Die kreisrunde Halle besitzt eine Bruttogeschossfläche von 25.000 Quadratmetern und bietet 6.000 Plätze über vier Ränge und ist damit die größte Eissporthalle Nordkoreas. Die Eisfläche hat eine Größe von 30 Metern Breite und 60 Metern Länge. Die Höhe des kegelförmigen Baus beträgt 63,50 Meter.
Die Eingänge befinden sich rings um den Bau herum, der außen mit 24 schrägen Stützpfeilern versehen ist. Die Vorhalle ist mit Naturplattenstein und runden Fliesen verkleidet.
Das Runddach ist im Innenbereich mit zwölf Metern herabhängenden Kronleuchtern ausgestattet. Die Pausenräume für Sportler und Schiedsrichter, sowie eine Reparaturwerkstatt, Sanitätsräume, Büros und weitere infrastrukturelle Räumlichkeiten befinden sich im Kellerbereich.

## Nutzung
Die Halle wird vor allem für Eishockey-Spiele und Eiskunstlauf-Wettbewerbe genutzt, ist aber auch für andere Sportveranstaltungen geeignet. So fanden hier bereits Wettkämpfe in Tischtennis, Basketball- oder Volleyball-Spiele statt.
Im März 2007 wurde in der Halle die Eishockey-Weltmeisterschaft der Frauen der Division II ausgetragen.